# Мун, Кэти
Кэтрин (Кэти) Мун (англ. Kathryn "Katie" Moon; в девичестве — Нажотт (англ. Nageotte), род. 13 июня 1991, Лейквуд, Огайо) — американская легкоатлетка, специализирующаяся в прыжках с шестом. Олимпийская чемпионка 2020 года, двукратная чемпионка мира (2022 и 2023). Серебряный призёр чемпионата мира в помещении 2022 года. Чемпионка США 2021 года. Трёхкратная чемпионка США в помещении (2018, 2019, 2023).

## Биография
Родилась 13 июня 1991 года в Олмстед-Фолс, штат Огайо, США. Окончила университет Олмстед-Фоллс и Эшленда.
Начала выступать в прыжках с шестом в 2009 году. В 2010—2013 годах принимала участие в соревнованиях Национальной ассоциации студенческого спорта.
С 2013 года начала выступать на чемпионатах США.
В 2021 году победила на летних Олимпийских играх в Токио с результатом 4,90 м.
В 2023 году на чемпионате мира по лёгкой атлетике в Будапеште Кэти, разделив подиум с Ниной Кеннеди, выиграла золото с результатом 4,90 метров.

## Основные результаты
| Год  | Соревнования                                                                | Место проведения          | Место | Результат |
| ---- | --------------------------------------------------------------------------- | ------------------------- | ----- | --------- |
| 2015 | Чемпионат Северной Америки, Центральной Америки и стран Карибского бассейна | Сан-Хосе, Коста-Рика      | 3     | 4,30 м    |
| 2018 | Чемпионат мира в помещении                                                  | Бирмингем, Великобритания | 5     | 4,70 м    |
| 2018 | Кубок мира                                                                  | Лондон, Великобритания    | 2     | 4,68 м    |
| 2018 | Чемпионат Северной Америки, Центральной Америки и стран Карибского бассейна | Торонто, Канада           | 1     | 4,75 м    |
| 2019 | Панамериканские игры                                                        | Лима, Перу                | 2     | 4,70 м    |
| 2019 | Чемпионат мира                                                              | Доха, Катар               | 7     | 4,70 м    |
| 2021 | Летние Олимпийские игры                                                     | Токио, Япония             | 1     | 4,90 м    |
| 2022 | Чемпионат мира в помещении                                                  | Белград, Сербия           | 2     | 4,75 м    |
| 2022 | Чемпионат мира                                                              | Юджин, США                | 1     | 4,85 м    |
| 2023 | Чемпионат мира                                                              | Будапешт, Венгрия         | 1     | 4,90 м    |